# 阶级斗争尖锐化
阶级斗争尖鋭化論，被认为是斯大林主义重要的基礎理論之一。

## 概要
“阶级斗争”一词是由马克思和恩格斯提出的，而“阶级斗争加剧”则是列宁在1919年提到的。1928年7月9日，斯大林在联共（布）中央全会发表《论工业化和粮食问题》，提出：“随着我们的进展，资本主义分子的反抗将加强起来，阶级斗争将更加尖锐”，“向社会主义的前进不能不引起剥削分子对这种前进的反抗，而剥削分子的反抗不能不引起阶级斗争必然的尖锐化。”
赫鲁晓夫在其《关于个人崇拜及其后果》中称，1937年斯大林在《论党的工作缺点和消灭托洛茨基两面派的办法》中的观点是：“随着我们的社会主义的进展，阶级斗争应当愈来愈尖锐。”查原话是：“我们的进展愈大，胜利愈多，被击溃了的剥削阶级残余也会愈加凶恶，他们愈要采用更尖锐的斗争形式，他们愈要危害苏维埃国家，他们愈要抓紧最绝望的斗争手段来作最后的挣扎。”

## 与继续革命论之間的关系
毛泽东的继续革命论与斯大林的阶级斗争尖锐化理论有相似性和不同性。
1956年，毛泽东批駁了斯大林所創立的理论、支持赫鲁晓夫所提出的说法：“斯大林不是这样，在阶级消灭以后仍然强调阶级斗争的尖锐化，因而妨害了社会主义民主的健全的发展。苏联共产党坚决地纠正了斯大林在这个问题上的错误，这是完全正确的。”
然而，随着中国在1956-58年进入社会主义初级阶段后，毛泽东的思想发生了改变。刘少奇和邓小平认为既然中国已经是社会主义国家，资产阶级已经不存在了，阶级斗争也应该结束。毛泽东反而警告一小撮资产阶级残余和资产阶级残余思想仍然存在，开始提及社会主义下的阶级斗争，比如著名的口号“不要忘记阶级斗争”所表述的一样。
毛泽东和斯大林在理论上的最大分歧在于他认为在社会主义国家，资产阶级有可能在共产党内产生，并且从党内实行资产阶级复辟。这股党内资产阶级的首脑是“走资本主义道路的当权派”，代表人物是刘少奇和邓小平。毛泽东强调要抗衡国内资产阶级並聲稱斯大林则更为重视所谓的西方间谍，忽视了党内资产阶级滋生的风险。
文革後期，毛澤東停止針對黨內資產階級，並且從根據經濟或政治權力（過去或現在）來判斷人們的階級為何者這一做法，轉變為僅根據他們的「階級立場」來作出判斷這一做法。

## 對相關理論的批駁
史達林的堅定反對者、最終於1937年被處決的马特米扬·柳廷在其秘密流傳並被稱為〈柳廷綱領〉的手稿〈斯大林與無產階級專政的危機〉中辯稱，這一理論只是一種陳述性的理論，沒有任何分析。在其支持下。特別是史達林的主張，即事實上理論的唯一基石，即沒有一個階級在已知的革命中被擊敗而停止鬥爭，是沒有根據的。史達林並沒有舉出任何一個例子，事實上，在資產階級革命中情況恰恰相反。柳廷的結論是，這個理論為「針對農村主要群眾的內戰辯護」。
赫魯曉夫主義的創立人尼基塔·赫魯雪夫於1956年在蘇共第二十次代表大會上的秘密講話中指出，這是「大規模恐怖政策的理論辯護」。
著名歷史學家蒂莫西·斯奈德聲稱這個理論被用以為史達林的政權服務，既可以作為其集體化政策失敗的自我辯護（這應該歸咎於破壞者，而不是計劃的實施），又可以作為繼續推行集體化政策的意識形態工具。大規模鎮壓：
史達林提出了一個有趣的新理論：對社會主義的抵抗隨著其成功的增加而增加，因為它的敵人在考慮最終失敗時會更加絕望地抵抗。因此，蘇聯的任何問題都可以被定義為敵人行動的一個例子，而敵人的行動可以被定義為進步的證據。——蒂莫西·斯奈德，《血腥之地：希特勒與史達林之間的歐洲》
同樣，擁護西方馬克思主義的著名哲學家卢卡奇·格奥尔格在1968年批評該理論是非馬克思主義的、是為斯大林的戰術策略服務的工具：
關於在無產階級專政被實行的時期階級鬥爭加劇一説的觀點又是扭曲歷史的例子。 ... 優先考慮階級鬥爭加劇的想法有助於排除一切關於斯大林統治下政治局勢真實性質的事實性理論討論。俄羅斯被認為處於永久內戰狀態，政府決策純粹是出於戰術考慮，而那些不同意的人則被貼上公開或隱密的國家敵人的標籤。僅僅從論理上反駁這些敵人是不夠的，還必須在道德上誹謗他們，並且在社會上將他們污衊為「有害的」。斯大林主義體制的維持很容易導致階級鬥爭加劇及其隨之而來的秘密警察國家的論點的更新。如果強大的官僚機構仍然存在，並且如果這個官僚機構感到自己受到威脅，那麼無論加劇論的錯誤如何，它都可以作為維持官僚機構權力的一種方式而更新。第二十次黨代表大會駁斥了加劇論，但如果史達林主義的政府結構保持完整，它就有可能再次被使用。——格奧爾格‧盧卡奇，《純粹的選擇：史達林主義還是社會主義民主》